# Haris Vučkić
Haris Vučkić (Ljubljana, 21. kolovoza 1992.) slovenski je nogometaš koji igra na poziciji ofenzivnog veznog. Trenutačno igra za Domžale.

## Karijera

### NK Domžale
Vučkić je svoju nogometnu karijeru započeo u slovenskom klubu NK Domžale. U kolovozu 2008. je prebačen u prvu momčad za koju je nastupio u tek 5 nastupa prije nego sto je potpisao za Newcastle United.

### Newcastle United
Dana 16. siječnja 2009. potvrđeno je da će s engleskim Newcastle Unitedom potpisati ugovor na tri i pol godine. Ocjenjen je kao jedan od najvećih talenata Europe. U siječnju 2011. potpisao je novi višegodišnji ugovor s klubom. Prvi nastup za Newcastlewu rezervnu momčad odigrao je 16. veljače kada je postigao pobjednički gol protiv Blackburnove rezervne momčadi.

### FC Twente
Nakon osam godina je Vučkić napustio engleski Newcastle United za nizozemskog prvoligaša FC Twente.

## Reprezentacija
Dana 10. kolovoza 2010. Vučkić je debitirao za slovensku reprezentaciju za igrače do 21 godine. 

## Vanjske poveznice
- Profil[neaktivna poveznica] na soccerbase.com